# Małafiejowce
Małafiejowce, Małafiowce – dawniej samodzielna wieś na Białorusi, w obwodzie grodzieńskim, w rejonie świsłockim, w sielsowiecie Werejki, obecnie jest to północna część agromiasteczka Repla.
W dwudziestoleciu międzywojennym miejscowość leżała w Polsce, w województwie białostockim, w powiecie wołkowyskim, w gminie Tereszki. 16 października 1933 utworzyła gromadę Małafjowce w gminie Tereszki, która objęła wsie Małafiowce, Repla Kościelna, Repla i Zofiówka. Po II wojnie światowej weszła w struktury ZSRR.